# Vrbětín
Vrbětín je osada, část obce Postupice v okrese Benešov. Nachází se asi 5,5 km na jihozápad od Postupic. V roce 2009 zde byly evidovány čtyři adresy. Vrbětín leží v katastrálním území Nová Ves u Postupic o výměře 8,47 km².

## Historie
První písemná zmínka o vesnici pochází z roku 1389.